# Qaḑā' Mulayḩ
Qaḑā' Mulayḩ är en kommun i Jordanien.   Den ligger i guvernementet Madaba, i den centrala delen av landet, 40 km söder om huvudstaden Amman.